# Benyoucef Benkhedda

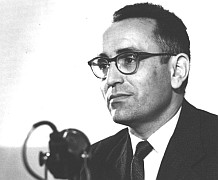
Benyoucef Benkhedda (1962)

Benyoucef Benkhedda, auch Benyoucef Ben Khedda bzw. Ben Youssef Ben Khedda, (arabisch بن يوسف بن خدة, DMG Bin Yūsuf Bin Ḫidda; geb. 23. Februar 1920 in Berrouaghia, Provinz Medea, Französisch-Algerien; gest. 4. Februar 2003 in Algier) war ein algerischer Politiker. Im algerischen Unabhängigkeitskrieg führte er die Übergangsregierung und war nach Kriegsende 1962 kurzfristig Staatspräsident seines Landes.

## Leben

### Herkunft und frühe Jahre
Benyoucef Benkhedda war der Sohn eines leitenden Beamten, der mit der französischen Kolonialregierung zusammenarbeitete. Er besuchte zunächst sowohl eine Madrasa als auch eine französische Schule und schloss sich den muslimischen Pfadfindern an. Nach dem frühen Tod seines Vaters wuchs er mit seinem jüngeren Bruder und seiner Schwester unter der Obhut seines zehn Jahre älteren Bruders auf. Im Lycée in Blida befreundete er sich mit Vertretern des frühen algerischen Nationalismus wie Saad Dahlab und Abane Ramdane. 1942 trat er der damaligen Untergrundbewegung Parti du peuple algérien (PPA) unter Leitung von Messali Hadj bei. 1943 wurde er durch den Nachrichtendienst DST verhaftet und verbrachte acht Monate im Gefängnis, nachdem er Propagandamaterial gegen die Einberufung junger Algerier durch französische Behörden im Kampf gegen Deutschland verteilt hatte.

### Kampf für die Unabhängigkeit
Nach dem Zweiten Weltkrieg wurde er Generalsekretär der PPA, die inzwischen zu Mouvement pour le triomphe des libertés démocratiques (MTLD, „Bewegung für den Triumph der demokratischen Freiheiten“) umbenannt worden war. 1951 beendete er sein Pharmaziestudium an der Universität Algier, das er 1943 begonnen hatte. Im November 1954 wurde er wiederum verhaftet und fünf Monate später freigelassen, worauf er sich der Nationalen Befreiungsfront FLN anschloss. Er wurde Berater des 1957 ermordeten Abane Ramdane und beteiligte sich an verschiedenen Projekten der FLN; er war an der Gründung der Gewerkschaft UGTA beteiligt und initiierte die Komposition der algerischen Nationalhymne Kassaman. Kurz vor Beginn der Schlacht von Algier im September 1956 konnte sich Benkhedda knapp einer erneuten Verhaftung entziehen. Er verließ Algier nach der Ermordung von Larbi Ben M'Hidi durch französische Fallschirmjäger und floh zusammen mit Krim Belkassem nach Tunis, wo die FLN nun ihr Hauptquartier hatte. Ende der 1950er Jahre unternahm er im Auftrag der FLN mehrere Auslandsreisen, darunter in Hauptstädte arabischer Staaten, nach Jugoslawien, London, Südamerika, China und in die Sowjetunion. In einer vertraulichen Mitteilung an Richard Nolte, den Direktor des Institute of Current World Affairs in New York, wurde Benkhedda als „wichtiger terroristischer Kommandeur“ und als „marxistisch ausgebildeter Intellektueller“ beschrieben. Trotzdem konnte er die Verhandlungen mit Frankreich, die von Ferhat Abbas eingeleitet worden waren, erfolgreich abschließen, und unterzeichnete am 18. März 1962 anlässlich der Verträge von Évian einen Waffenstillstand, womit der Algerienkrieg zu einem Ende kam. Nach Frankreichs Anerkennung der Unabhängigkeit Algeriens im Juli 1962 amtierte er kurzfristig als Staatspräsident. Um nach eigenen Aussagen „ein Blutbad zu vermeiden“, zog er sich schon im September 1962 zugunsten von Ahmed Ben Bella zurück, der damals von Boumedienne protegiert wurde.

### Im unabhängigen Algerien
In den Jahren nach der internationalen Anerkennung der Unabhängigkeit Algeriens schwand Benkheddas politische Bedeutung zusehends. 1976 unterzeichnete er mit drei Anführern im Unabhängigkeitskrieg (Ferhat Abbas, Hocine Lahoue und Kheir-Eddine) einen Aufruf zur Schaffung einer verfassunggebenden Versammlung. Die vier Unterzeichner wurden unter Hausarrest gestellt und ihr Vermögen eingezogen. 1979 wurden sie durch ein Dekret von Präsident Bendjedid, der ein Mehrparteiensystem propagierte, freigelassen. Unter Bendjedids Regierung gehörte Benkhedda zu den Begründern von El Oumma, einer Vereinigung, die sich die Schaffung eines „unabhängigen und souveränen algerischen Staates im Rahmen der islamischen Prinzipien“ zum Ziel setzte, wie dies in der Proklamation vom 1. November 1954 zu Beginn des Algerienkrieges gefordert worden war. Liamine Zéroual, der 1994 als Staatspräsident an die Macht gelangte, verbot den Gebrauch der Religion zu politischen Zwecken, worauf sich El Oumma selbst auflöste. 1997 begründete Benkhedda zusammen mit Scheich Ahmed Sahnoune eine Vereinigung namens Tadhamoune mit dem Zweck, schwere Menschenrechtsverletzungen während des algerischen Bürgerkrieges anzuklagen. Den Rest seines Lebens verbrachte Benkhedda als Apotheker in Algier, wo er nach langer Krankheit am 4. Februar 2003 starb. Er wurde neben seinem langjährigen Kampfgefährten Saad Dahlab beigesetzt. Nach seinem Tod wurde die Universität Algier nach ihm benannt.
Seine Publikationen enthalten Aussagen von Zeitzeugen und beschreiben die politische Geschichte der FLN und des algerischen Staates als eine Folge von Staatsstreichen, beginnend mit der Ermordung von Abane Ramdane.

## Publikationen
- Les Accords d'Évian. OPU, Algier, 1986.
- Les origines du 1er novembre 1954. Dahlab, Algier, 1989.
- L'Algérie à l'indépendance: la crise de 1962. Dahlab, Algier, 1997.
- Abane-Ben M'hidi, leur apport à la révolution algérienne. Dahlab, Algier, 2000.
- Alger, capitale de la résistance 1956–1957. Houma, Algier, 2002.